# Hel
Hel — шведская рок-группа, играющая в стиле викинг-рок. Название группы взято от имени Хель из скандинавской мифологии.

## История группы
Hel образовались в 1999 году после распада группы Völund Smed. Первым альбомом с участием группы стала компиляция Carolus Rex IV. После его успеха группа подписала контракт с лейблом группы Ultima Thule, но позже основала собственный под названием Peanut Music AB.
Группа распалась после ухода в 2004 году флейтистки Сиа Хедмарк в возрождённый Völund Smed.
В 2008 г. Mалин Петтерссон, Ульрика Петтерссон и Адде Норлин создали новую группу Tales of Origin, поющую на английском языке.

## Участники
- Скальдир (Markus Skroch) — гитара и все клавишные, виолончель, бас, лидер-вокал, аккордеон
- Хамар (Thomas Strotch) — бас-гитара, ранее акустическая гитара и вокал
- Валдир (Andreas Walther) — гитара, вокал, варган, перкуссия, (еврейская арфа, хомус….)
- Эса Росенстрём (Esa Rosenström) — гитара, вокал

## Бывшие частники
- Сиа Хедмарк (Cia Hedmark) — флейта (1999—2004)
- Ульрика Петтерссон (Ulrica Pettersson) — вокал (1999—2004)
- Малин Петтерссон (Malin Pettersson) — вокал (1999—2004)
- Адде Норлин (Adde Norlin) — гитара, инструменты, вокал

## Сесионные частники (альбом Tristheim)
- Lars Jensen — вокал
- Jana Langenbruch (Myrkgrav)— флейта (сессионно)

## Дискография

### Студийные альбомы
- Valkyriors dom (1999)
- Blodspår (2001)
- Bortglömda tid (2002)
- Det som varit ÄR (2003)

### Участие в компиляциях
- Carolus Rex IV (1999)
- Genom eld och aska (сплит-CD с Ultima Thule) (2000)
- Carolus Rex V (2001)
- Carolus Rex VI (2002)
- Carolus Rex VII (2004)
- Carolus Rex VIII (2006)

### Видео
- HEL — LIVE (DVD) (2005)